# Heinrich Lücke
Heinrich Lücke (* 28. Oktober 1891 in Selxen; † 13. Oktober 1970 in Clausthal-Zellerfeld) war ein Lehrer, Heimatforscher und Autor in Südniedersachsen.

## Leben und Wirken
Heinrich Lücke war das älteste von zehn Kindern auf einem Bauernhof in Selxen bei Hameln. Nach der Volksschule in Groß Berkel besuchte Heinrich Lücke ab 1906 die städtische Präparandenanstalt und anschließend das Lehrerseminar in Einbeck, ehe er nach dem Militärdienst 1913 seine Lehrertätigkeit aufnahm, zunächst vertretungsweise in Dorfschulen in Wulften, Relliehausen, Banteln, Förste und Bredelem. Im Ersten Weltkrieg erlitt er an der französischen Front eine schwere Kopfverwundung, wurde 1917 aus dem Heer entlassen und wieder als Lehrer eingesetzt, nun in Groß Schneen, Nörten und schließlich ab 1918 in Parensen. Nach neunzehnjährigem Wirken in Parensen wurde er nach Clausthal versetzt, wo er von 1937 bis zu seiner Pensionierung 1953 als Pädagoge wirkte.
Bedeutung erlangte Heinrich Lücke als Heimatforscher, wobei er einer Neigung seit Jugendtagen folgte. Schon das Arbeitsthema seiner zweiten Lehrerprüfung von 1918 lautete „Wie ich versuchte, meinen Unterricht durch die Verwertung der Heimatgeschichte interessant zu gestalten“. Anregungen fand er bei Heinrich Sohnrey im Solling, Friedrich Meißel in Hameln, Friedrich Günther im Harz und August Tecklenburg in Göttingen. Ergebnisse seiner auch auf zahlreichen Archivbesuchen fußenden Forschungen sind überaus zahlreiche Aufsatzveröffentlichungen in Zeitungen und Zeitschriften, insbesondere in heimatkundlichen Beilagen.
Heinrich Lücke hinterließ ein umfangreiches Fotoarchiv zum Dorfleben in Parensen und der umgebenden Natur, das im Plesse-Archiv der Gemeinde Bovenden aufbewahrt wird.

## Monographien (Auswahl)
- Südhannoversche Dorfbilder, 2 Hefte 1921/22
- Burgen, Schlösser und Herrensitze im Gebiete der unteren Werra, 6 Hefte, 1924–1926
- Der Hardenberg in Wort und Bild, 1926
- An den Ufern der Garte. Historisches und Literarisches aus der Südostecke des Göttinger Landes. 1927 (Nachdruck 1989)
- Zwischen Leine und Werra, 1935
- Aus der Geschichte von Nikolausberg, 1935
- Gladebeck im Wandel der Zeiten, 1937
- Groß-Schneen im Wandel der Zeiten, 1938
- Beiträge zur Geschichte der Familie Lücke, 1940
- Schloss Schwöbber im Wande der Zeiten, 1952, ergänzte Neuauflage 1969
- Fleischer-Innung und Fleischer-Handwerk im Kreise Zellerfeld, 1952
- Burgen, Amtssitze und Gutshöfe um Göttingen, 1952, ergänzte Neuauflage 1969
- Das Wohnhaus des Oberharzes, 1958
- Aus der Geschichte von Ballenhausen und Bodenhausen, 1959
- Klöster im Landkreis Göttingen, 1961
- Haus- und Hofbuch der Gemeinde Selxen, 1966